# Sylvia Kibet
Sylvia Jebiwott Kibet (1984. március 28. –) kenyai hosszútávfutó.
Honfitársa, Vivian Cheruiyot mögött a második helyen zárt a 2009-es berlini világbajnokságon az ötezer méter döntőjében.

## Egyéni legjobbjai
Szabadtér
- 1500 méter síkfutás – 4:08,57
- 3000 méter síkfutás – 8:40,09
- 5000 méter síkfutás – 14:37,77
- 10 000 méter síkfutás – 30:47,20
- 10 kilométer – 31:40
- 15 kilométer – 49:54

Fedett pálya
- 1500 méter síkfutás – 4:07.46
- 3000 méter síkfutás – 8:41.82